# West Ryder EP
West Ryder EP è un EP dei Kasabian, pubblicato con il numero di giugno 2009 della rivista tedesca Musikexpress in promozione al loro terzo album in studio West Ryder Pauper Lunatic Asylum.

## Tracce
Testi e musiche di Sergio Pizzorno.
1. Underdog (Radio Edit) – 3:53
2. Fire – 4:10
3. Vlad the Impaler – 4:54
4. Black Whistler – 3:41
5. Me Plus One (Jacques Lu Cont Mix) – 8:33

## Formazione
- Tom Meighan – voce
- Sergio Pizzorno – voce, chitarra, tastiera, sintetizzatore
- Chris Edwards – basso
- Ian Matthews – batteria, percussioni